# Dariusz Biczysko
Dariusz Biczysko (ur. 25 czerwca 1962 w Zielonej Górze) – polski lekkoatleta, który specjalizował się w skoku wzwyż.

## Kariera
Siódmy zawodnik mistrzostw Europy juniorów (Utrecht 1981). W 1985 roku zdobył brązowy medal halowych mistrzostw Europy – w greckim Pireusie uzyskał wówczas wynik 2,30 m. Wicemistrz Polski z 1980 roku na otwartym stadionie oraz halowy mistrz kraju z 1983 roku. Halowy mistrz Wielkiej Brytanii (AAA Championships) z 1984. Reprezentant Polski w meczach międzypaństwowych. Startował w barwach klubu Lubtour Zielona Góra.

## Rekordy życiowe
Na stadionie
- skok wzwyż – 2,28 m (1 lipca 1983, Birmingham)

W hali
- skok wzwyż – 2,30 m (2 marca 1985, Pireus) – 14. wynik w historii polskiego skoku wzwyż[3]